# ديفيد غرانت كولسون
ديفيد غرانت كولسون هو محامي وسياسي أمريكي، ولد في 1 أبريل 1861 في ميدلسبورو في الولايات المتحدة، وتوفي بنفس المكان في 27 سبتمبر 1904. نشط حزبياً في الحزب الجمهوري. وقد انتخب عضو مجلس النواب الأمريكي ‏.